# Erythridula brundusa
Erythridula brundusa är en insektsart som först beskrevs av Robinson 1924.  Erythridula brundusa ingår i släktet Erythridula och familjen dvärgstritar. Inga underarter finns listade i Catalogue of Life.